# Lys (Nièvre)
Lys település Franciaországban, Nièvre megyében. Lakosainak száma 105 fő (2022. január 1.). Lys Tannay, Challement, Dirol, Saint-Didier és Talon községekkel határos.

## Népesség
A település népességének változása:
| Lakosok száma | 102  | 106  | 114  | 109  | 109  | 110  | 108  | 107  | 105  |
|               | 2013 | 2015 | 2016 | 2017 | 2018 | 2019 | 2020 | 2021 | 2022 |